# 普杜帕蒂纳姆
普杜帕蒂纳姆（Pudupattinam），是印度泰米尔纳德邦坎契浦蘭縣的一个城镇。总人口20897（2001年）。

## 人口
该地2001年总人口20897人，其中男性10605人，女性10292人；0—6岁人口2050人，其中男1053人，女997人；识字率80.72%，其中男性为85.70%，女性为75.59%。